# AB8

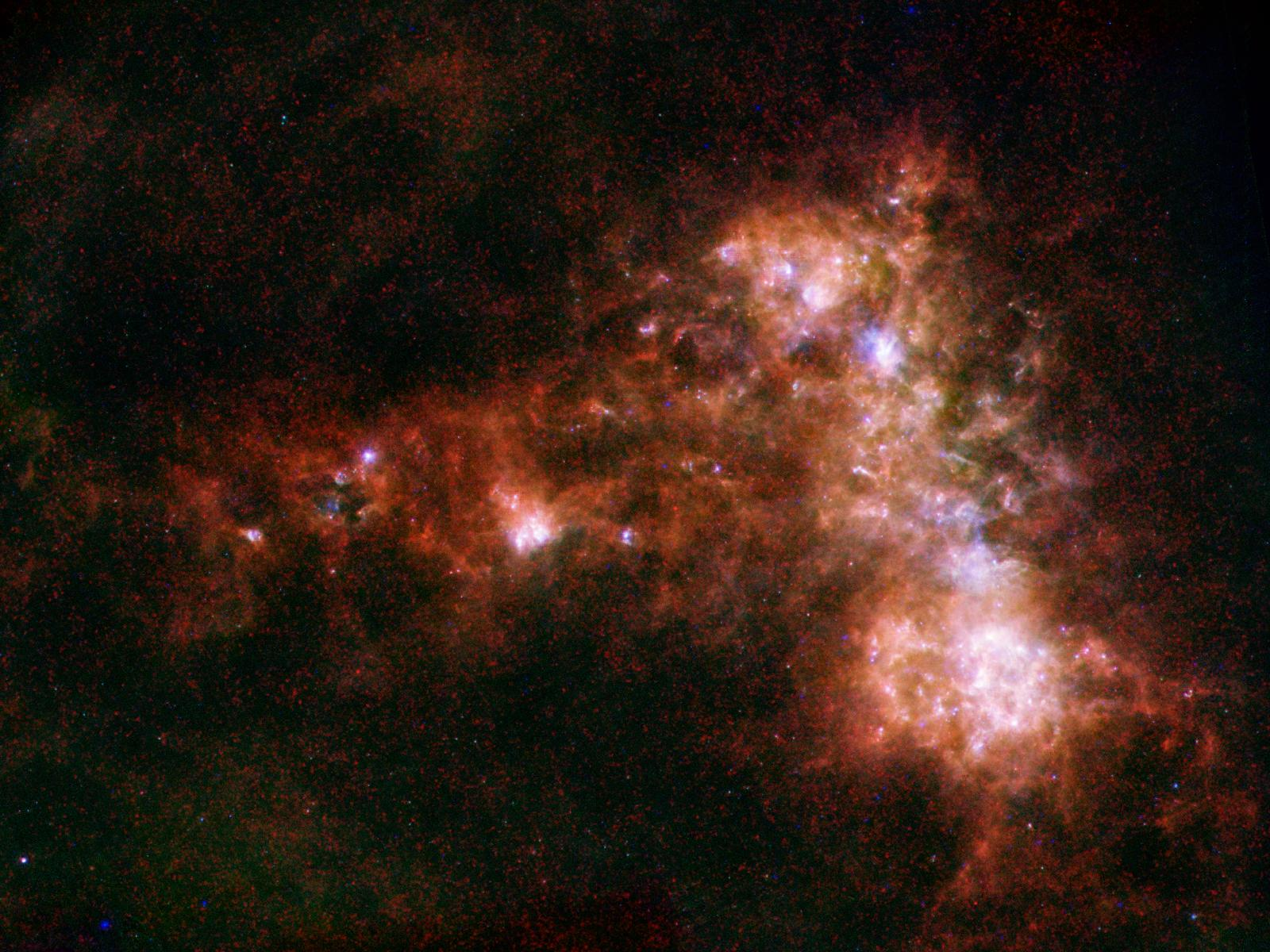
AB8 finns på spetsen av SMC-vingen, till vänster om denna bild strax ovanför den ljusa NGC 602 (Herschel & Spitzer infraröd bild vid 24–250μ).

AB8 även känd som SMC WR8, är en dubbelstjärna belägen i Lilla magellanska molnet i den norra delen av stjärnbilden Lilla vattenormen. Den har en kombinerad skenbar magnitud av ca 12,83 och kräver ett kraftfullt teleskop för att kunna observeras. Baserat på parallaxmätning på ca 0,029 mas, beräknas den befinna sig på ett avstånd på ca 197 000 ljusår (ca 61 000 parsek) från solen. Den rör sig bort från solen med en heliocentrisk radialhastighet på ca 238 km/s. Den är en av endast nio kända WO-stjärnor, den enda Wolf-Rayet-stjärnan i SMC som inte finns i kvävesekvensen och den enda Wolf-Rayet-stjärnan i SMC utanför huvudbaren.

## Upptäckt
AB8 upptäcktes av Lindsay 1961, när den katalogiserades som post 547 i en lista över emissionslinjeobjekt i SMC. Sanduleak listade den som en bekräftad medlem av SMC, gav den spektraltyp WR + OB,  och identifierade den som en av endast fem stjärnor som inte var kärna i en planetarisk nebulosa, men visade OVI-emission i dess spektra. Dessa skulle senare formellt grupperas som WO-klassen, syresekvensen för Wolf-Rayet-stjärnor.
År 1978, innan WO-klassen myntades, gav Breysacher och Westerlund en spektraltyp av WC4? + OB. Den definitiva katalogen över Wolf-Rayet-stjärnor i SMC publicerades kort efter av Azzopardi och Breysacher, med AB8 som den åttonde av totalt åtta stjärnor. Dessa kallas SMC WR-stjärnor, eller SMC AB, eller mer vanligt bara AB.

## Egenskaper
Primärstjärnan AB8 WR är en blå jättestjärna av spektralklass VO4. Den har en massa som är ca 19 solmassor, en radie som är ca 2 solradier och har ca 1 400 000 gånger solens utstrålning av energi från dess fotosfär vid en effektiv temperatur av ca 141 000 K. Följeslagaren AB8 O är en blå stjärna i huvudserien av spektralklass O4V med en massa som är ca 61 solmassor, en radie som är ca 14 solradier och har ca 708 000 gånger solens utstrålning av energi från dess fotosfär vid en effektiv temperatur av ca 45 000 K.
Båda komponenterna i AB8 har kraftiga stjärnvindar och förlorar snabbt massa. Vindhastigheter på 3 700 km/s för primärstjärnan och 3 200 km/s för följeslagaren har beräknats, med massförlust från primärstjärnan en miljard gånger högre än solens, och 10 miljoner gånger högre för följeslagaren. WR-vinden är tillräckligt tät för att skymma stjärnans fotosfär, vilket leder till det ovanliga spektrumet som nästan helt består av emissionslinjer som breddats av vindens snabba expansion och turbulens. De höga vindhastigheterna och stjärnornas närhet gör att där vindarna kolliderar chockas materialet till temperaturer över 500 miljoner K.

### Spektrum
Spektrumet för AB8 visar många starka emissionslinjer av starkt joniserat kol och syre som tydligt identifierar att det är en WO-stjärna även om den exakta underklassen är oklar. Den har tidigare klassificerats som WO3, men den anses nu vara en kallare WO4. Emissionslinjerna dominerar spektrumet, men profilen för många linjer visar en absorptionsvinge som produceras av en het klass O-följeslagare. Profilerna är variabla på grund av dopplerskift som produceras när stjärnorna kretsar med hög hastighet. Den elektromagnetiska strålningen från primärstjärnan är koncentrerad till den avlägsna ultravioletta strålningen, så de visuella och ultravioletta spektra domineras av den följeslagaren. Klassificering av båda stjärnorna kompliceras av linjeblandningen. Den första SMC WR-katalogen angav "WC4? + OB".
AB8 har inte upptäckts som röntgenkälla. Detta är oväntat eftersom nära par av heta lysande stjärnor förväntas producera riklig röntgenstrålning från kolliderande stjärnvindar. De kolliderande vindarna upptäcks via deras inverkan på emissionslinjer i spektrumet, men inte röntgenstrålningen.

### Bana
Spektrum för AB8 visar variation i radiell hastighets för WR-emissionslinjerna och smalare absorptionslinjer med en väldefinierad period på 16,6 dygn. Den relativa storleken på spektrallinjens dopplerförskjutningar anger massförhållandet mellan de två stjärnorna, vilket visar att primärstjärnan har ungefär en tredjedel av följeslagarens massan. Formen på kurvorna för radiella hastighet kan användas för att härleda excentriciteten hos banorna som är nästan cirkulära. Förmörkelser av stjärnorna ses inte, även om modeller av systemet förutsäger en vindförmörkelse som borde ge en mätbar ljusstyrkeförändring. Distinkta förändringar i spektrallinjeprofilerna ses varierande synkroniserat med omloppsfasen. En banlutning på 40° är härledd för att närmast matcha alla observationer.